# باتريك ساندرز (ضابط)
باتريك ساندرز (بالإنجليزية: Patrick Sanders)‏ هو ضابط بريطاني، ولد في 6 أبريل 1966.
يعمل كرئيس للأركان العامة منذ يونيو 2022.